# Церква Різдва Богородиці (Ярославичі)
Церква Різдва Богородиці — чинна дерев'яна церква у с. Ярославичі Дубенського району Рівненщини. Церква є яскравим зразком неоросійського стилю, розповсюдженого на Волині у 2-ій половині ХІХ – на початку ХХ ст. Парафія належить до Рівненської єпархії ПЦУ.

## Розташовання
Церква знаходиться в центральній частині села

## Історія
За поданням М. Теодоровича церква у с. Ярославичі збудована на місці старого дерев’яного храму, датованого 1746 р., у якому у 1818 році на літургії був присутній імператор Олександр І. Згодом імператор подарував церкві ікону Казанської Божої Матері, яка нині знаходиться у кіоті північного зрубу церкви. Збір пожертв на будівництво нової (нинішньої) церкви розпочав колишній статський радник Григорій Васильович Шліхта, який перед смертю пожертвував 1000 рублів. Його справу продовжив місцевий землевласник, дійсний статський радник Микола Маркович Колмаков, який на власні кошти влаштував іконостас, написаний в Києві. Закладка нової церкви відбулася в жовтні 1880 р. Нова церква була поставлена поряд зі старим занепавшим храмом. Нова церква була освячена у вересні 1882 року. 
На початку 2010-х рр. на даній церковній ділянці був збудований новий мурований храм більших розмірів, який перебрав на себе роль домінанти.,. 

## Архітектура

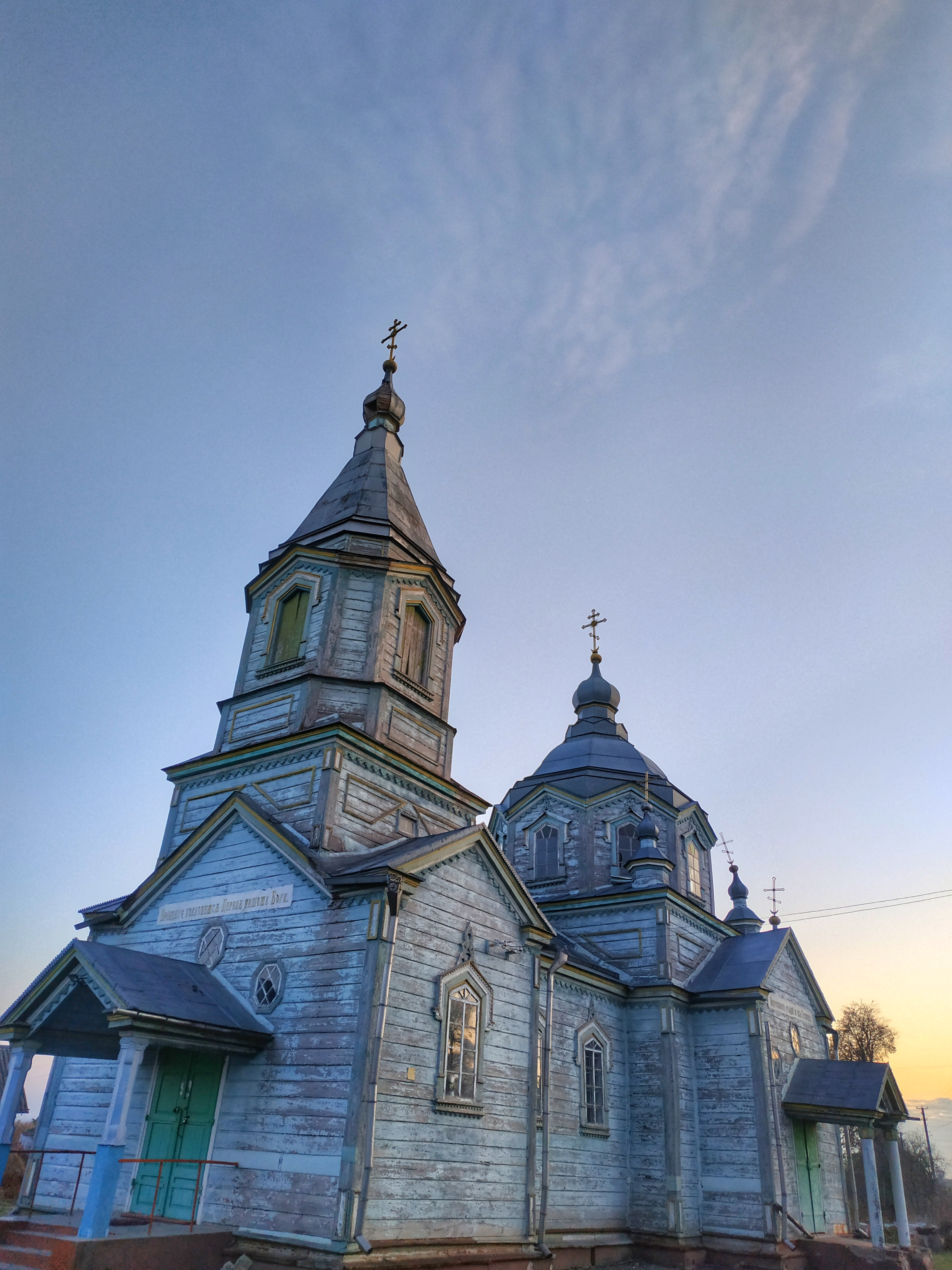

Церква хрещата п'ятизрубна з прибудованою до головного фасаду дзвіницею. З півночі до вівтарної частини примикає допоміжне приміщення (ризниця). Центральна нава помітно перевищує суміжні зруби, накрита чотирисхилим дахом завершується грушеподібною банею на масивному восьмигранному світловому барабані. На кутах даху центральної нави встановлені декоративні маківки. 
Дзвіниця чотириярусна, завершується наметовим восьмигранним верхом з декоративною маківкою. Дерев’яні стіни з брусу оздоблені ззовні шалівкою з дерев’яних дощок. Основне поле стіни почленоване кутовими пілястрами і завершене профільованим карнизом з «сухариками» хвилястої форми. Північний та південний зруби завершені трикутними щипцями. Входи в будівлю (головний та бічні) вирішені у вигляді двоколонних портиків з трикутним дахом. Вікна п'ятикутної форми обрамлені лиштвами та завершені сандриками з прорізними елементами. Восьмикутні вікна бічних зрубів обрамлені декоративною рейкою. 
Колористичне вирішення церкви ґрунтується на характерній для Волині гамі поєднання білого та різних відтінків голубого кольорів. Покрівля дахів та бань – сіра оцинкована жерсть. В кіоті північного зрубу віднайдено табличку з написом: «Храм сей построен в 1880-1881 и 1882 годах на месте бывшей здесь церкви и освящен 7 сентября 1882 года. В прежней церкви император Александр І 1818 года, апреля 21 дня во время проезда своего в Староконстантинов, получив в с. Ярославичах всерадостное известие о рождении в Москве 17 апреля того же 1818 года у великого князя Николая Павловича сына Александра, в последствии Царя освободителя, слушал литургию. В память сего события прихожане с. Ярославичи и воздвигли сей храм, а император Александр ІІІ, син царя Александра ІІ, благословил оный святою иконою Казанской Божьей Матери, поставленной в этом кивоте». 
За час свого існування церква не перебудовувалася та зберегла свої архітектурні риси. Зібраний матеріал відр

## Див.також
- Церква на Електронній карті спадщини дерев'яного церковного зодчества Рівненської області.

| Церква (споруда) | Це незавершена стаття про церковну будівлю. Ви можете допомогти проєкту, виправивши або дописавши її. |

1. ↑  Переверзев Н.В. Справочная книга о приходах и монастырях Волынской епархии / Н.В. Переверзев. – Житомир, 1914. – С. 109.